# هاسمیک پاپیان

هاسمیک پاپیان (ارمنی: Հասմիկ Պապյան؛ زادهٔ ۲ سپتامبر ۱۹۶۱) خواننده اپرا و نوازنده ویولن اهل ارمنستان است. وی از سال میلادی تاکنون مشغول فعالیت بوده‌است. وی اتریش سکونت دارد.

## زندگی‌نامه
پاپیان در ۲ سپتامبر ۱۹۶۱ در ایروان و از کنسرواتوار دولتی کومیتاس ایروان و  مدرسه موسیقی سایات‌نووا فارغ‌التحصیل شده‌است. وی همچنین برنده جوایزی همچون شهروند افتخاری گیومری، هنرمند مردمی جمهوری ارمنستان (۲۰۰۴) و مدال طلای وزارت فرهنگ جمهوری ارمنستان شده است.